# Marojala
Marojala of Maroambihy is een plaats en commune in het noorden van Madagaskar, behorend tot het district Sambava dat gelegen is in de regio Sava. Tijdens een volkstelling in 2001 telde de plaats 13.000 inwoners.
De plaats biedt alleen lager onderwijs aan. 99,99% van de bevolking werkt er als landbouwer. Het belangrijkste landbouwproduct is vanille, andere belangrijke producten zijn koffie, kruidnagelen en rijst. Verder is 0,01% actief in de dienstensector.